# Guaraciama
Guaraciama is een gemeente in de Braziliaanse deelstaat Minas Gerais. De gemeente telt 4.728 inwoners (schatting 2009).

## Aangrenzende gemeenten
De gemeente grenst aan Bocaiuva, Glaucilândia, Itacambira en Juramento.